# Invasione alleata della Germania
L'invasione alleata della Germania fu l'insieme delle operazioni e manovre militari avvenute sul fronte occidentale della seconda guerra mondiale sul territorio della Germania occidentale. Da febbraio a maggio del 1945, gli Alleati organizzarono e misero in atto una serie di manovre con l'intento di attraversare il fiume Reno, dilagare in Germania e costringere i tedeschi alla resa. L'avanzata alleata, favorita dalla schiacciante superiorità di uomini e mezzi e dalla modesta resistenza delle residue truppe tedesche, si concluse con pieno successo con il congiungimento sulla linea dell'Elba con le forze dell'Armata Rossa che avevano concluso a loro volta la battaglia di Berlino e l'occupazione della Germania orientale.

## Gli antefatti
All'inizio della primavera del 1945, dopo aver respinto in gennaio l'offensiva delle Ardenne, l'ultimo grande attacco tedesco sul fronte occidentale, tutto era pronto per un'azione decisiva degli Alleati che ponesse fine alla seconda guerra mondiale in Europa.
Dopo il fallimento nelle Ardenne, l'Esercito tedesco era ormai allo stremo e le rimanenti forze non erano in grado di resistere ad un'ennesima offensiva alleata in Europa occidentale. Inoltre, tra febbraio e marzo 1945, l'avanzata in Renania aveva permesso agli Alleati di impadronirsi del ponte Ludendorff, a Remagen, consentendo alle truppe anglo-americane di oltrepassare agevolmente il fiume Reno e di dilagare in Germania, causando in quei due mesi circa 400 000 perdite tedesche e facendo 280 000 prigionieri.
Sul fronte orientale, l'Armata Rossa aveva conquistato la maggior parte della Polonia e si stava spingendo verso l'Ungheria e la Cecoslovacchia fermandosi sulla linea Oder-Neisse, tra Germania e Polonia. L'avanzata delle truppe sovietiche aveva travolto molte unità di combattimento tedesche limitando la capacità di Hitler e dei generali tedeschi di fornire rinforzi alle difesa sul Reno.

## Le forze in campo

### Gli Alleati
All'inizio del 1945 il Comandante supremo delle forze alleate, il generale Dwight Eisenhower aveva a disposizione 73 divisioni nell'Europa nord-occidentale: 49 di fanteria, 20 corazzate e 4 aviotrasportate. Di queste, 49 divisioni erano statunitensi, 12 britanniche, 8 francesi, 3 canadesi e una polacca. Nel febbraio 1945 allo schieramento alleato si aggiunsero 7 divisioni americane, mentre dal fronte italiano giunsero la 5ª Divisione di fanteria britannica e il I Corpo d'Armata canadese.
Ulteriori rinforzi giunsero per l'inizio dell'invasione, portando il totale di unità a disposizione di Eisenhower a 90 divisioni, di cui 25 corazzate, distribuite lungo una linea del fronte sul Reno lunga 720 km, dal confine franco-svizzero fino alla foce del fiume nei Paesi Bassi.
Le forze alleate erano organizzate in tre Gruppi d'Armate. Dal Mare del Nord fino a circa 16 km a nord di Colonia, era schierato il 21º Gruppo d'Armate britannico comandato dal generale Bernard Montgomery e costituito, da nord a sud, dalla 1ª Armata canadese guidata da Harry Crerar, dalla 2ª Armata britannica di Miles Dempsey e dalla 9ª Armata statunitense di William Simpson. Al centro della linea alleata, fino a circa 24 km a sud di Magonza, era schierato il 12º Gruppo d'Armate statunitense di Omar Bradley. Sotto il comando di Bradley c'erano la 1ª Armata statunitense di Courtney Hodges a nord e la 3ª Armata statunitense di George Smith Patton a sud. Infine, da Magonza fino al confine con la Svizzera era schierato il 6º Gruppo d'Armate statunitense comandato dal generale Jacob Devers e costituito dalla 7ª Armata statunitense di Alexander Patch a nord e dalla 1ª Armata francese del generale Jean de Lattre de Tassigny a sud.
Quando gli Alleati giunsero sulla sponda occidentale del Reno, Eisenhower cominciò a ripensare i suoi piani per la spinta finale oltre il fiume, nel cuore della Germania. Originariamente, aveva programmato di eliminare tutte le sacche di resistenza lungo il fiume, usandolo come barriera naturale per difendere le aree più deboli del fronte. Dopodiché, la spinta decisiva sarebbe stata affidata alle truppe di Montgomery, le quali avrebbero dovuto avanzare verso est e unirsi alla 1ª Armata statunitense, che nel frattempo avrebbe dovuto oltrepassare il fiume più a sud, in direzione nord-est. Se avessero avuto successo, la manovra a tenaglia avrebbe circondato la valle del fiume Ruhr e la sua area industriosa, neutralizzando ciò che rimaneva della capacità industriale della Germania.

### I tedeschi
A difesa del Reno, vi era l'Oberbefehlshaber West ("Comando d'Armata Ovest") comandato dal feldmaresciallo Albert Kesselring che, il 10 marzo 1945, aveva sostituito il feldmaresciallo Gerd von Rundstedt come comandante in capo della Wehrmacht sul fronte occidentale. Kesselring aveva dimostrato durante la campagna d'Italia ottime capacità difensive, tuttavia non aveva a disposizione uomini e mezzi sufficienti per poter fermare gli Alleati. Durante le battaglie a ovest del Reno, fino al marzo 1945, le forze tedesche sul fronte occidentale erano state ridotte a 26 divisioni, organizzate nell'Heeresgruppe H, B e G, e non c'erano possibilità di ottenere rinforzi. L'Oberkommando der Wehrmacht, infatti, continuava a concentrare la maggior parte delle risorse per frenare l'avanzata sovietica da est, tanto che si stimò ci fossero circa 214 divisioni tedesche schierate sul fronte orientale nell'aprile 1945.
Il 21 marzo, il quartier generale dell'Heeresgruppe H divenne l'Oberbefehlshaber Nordwest, comandato da Ernst Busch che lasciò l'ex comandante dell'Heeresgruppe H, Johannes Blaskowitz, a guidare il Comando d'Armata "Olanda" (25ª Armata) nei Paesi Bassi. Busch comandò quindi il fianco destro delle difese tedesche, vantando come unità principale la 1ª Armata paracadutistica. Al centro, a difesa della Ruhr, Kesselring aveva posto il feldmaresciallo Walther Model al comando dell'Heeresgruppe B, che comprendeva la 15ª Armata e la 5ª Armata corazzata. A sud infine vi era l'Heeresgruppe G di Paul Hausser, con la 7ª, la 1ª e la 19ª Armata.

## La strategia di Eisenhower
Dopo aver occupato il bacino della Ruhr, Eisenhower aveva programmato di far avanzare il 21º Gruppo d'Armate britannico verso Berlino attraversando la Germania settentrionale, protetto dal 12º e dal 6º Gruppo d'Armate statunitensi che avrebbero dovuto portare a termine offensive secondarie per impedire ai tedeschi di contrastare efficacemente le manovre di Montgomery. In caso quest'ultimo avesse trovato delle difficoltà, l'avanzata degli statunitensi avrebbe permesso di continuare verso Berlino da un'altra direttrice.
Nel marzo 1945, però, Eisenhower decise di rivedere la sua strategia. Gli giunsero infatti notizie che i sovietici avevano passato il fiume Oder, a soli 50 km da Berlino mentre gli anglo-americani distavano ancora a quasi 500 km dalla capitale tedesca e dovevano ancora attraversare il fiume Elba, a più di 300 km dalle loro attuali posizioni. Risultava quindi chiaro che i sovietici sarebbero giunti a Berlino molto prima degli Alleati, rendendo inutile una corsa per la città. Eisenhower quindi rivolse la sua attenzione su altri obiettivi, in particolar modo l'incontro tra le truppe alleate e quelle sovietiche in modo da dividere le forze tedesche in due e poterle sconfiggere più facilmente, impedendo loro di organizzare una difesa unificata.
A ciò si aggiunse la questione della Ruhr. Nonostante nella regione vi fosse un significativo numero di soldati dell'Asse e sufficienti complessi industriali da considerarla un obiettivo importante, l'intelligence alleata riteneva che molta dell'industria bellica era stata spostata più a sud-est, nell'entroterra tedesco. Crebbe quindi l'importanza di un'offensiva oltre il Reno anche da sud.
Sempre riguardo l'offensiva meridionale, circolavano insistenti voci che Hitler e il suo Stato Maggiore avessero intenzione di asserragliarsi in un ridotto alpino (in tedesco Alpenfestung) per resistere ad oltranza tra la Germania meridionale e l'Austria occidentale. Se avessero resistito per un anno o più, il dissenso tra sovietici e Alleati avrebbe potuto dare loro una leva politica per una pace per loro in qualche modo favorevole. In realtà, già quando gli Alleati attraversarono il Reno, la Wehrmacht aveva subito perdite così pesanti su entrambi i fronti che non sarebbe stata in grado di organizzare azioni d'interdizione, meno ancora raggruppare truppe sufficienti per organizzare una resistenza alpina. Tuttavia, l'intelligence alleata non poteva negare con certezza che le forze tedesche rimanenti avrebbero organizzato un'ultima resistenza suicida sulle Alpi. Impedire ciò divenne un altro argomento per ripensare il ruolo dell'offensiva meridionale.
Forse la ragione principale per dare maggiore enfasi all'assalto meridionale ebbe più a che fare con le azioni statunitensi che con quelle tedesche. Mentre, infatti, a nord Montgomery stava pianificando con attenzione e cautela la sua offensiva, che prevedeva l'uso di artiglieria in modo massiccio e di un assalto aviotrasportato, le forze americane a sud manifestavano tutt'altro stile, mostrando un'aggressività che Eisenhower apprezzava. Tale comportamento portò, il 7 marzo, alla battaglia di Remagen dove la 1ª Armata statunitense prese il ponte Ludendorff, l'ultimo rimasto intatto sul Reno.
Poco più a sud, nella regione della Saar-Palatinato, la 3ª Armata di Patton aveva duramente colpito la 7ª Armata tedesca e, assieme alla 7ª Armata statunitense, aveva quasi distrutto la 1ª Armata della Wehrmacht. In cinque giorni di battaglia, tra il 18 e il 22 marzo, le forze di Patton catturarono 68 000 tedeschi, eliminando le ultime posizioni tedesche a ovest del Reno. Anche se l'avanzata di Montgomery rimaneva l'assalto principale, Eisenhower credeva che il buon momento degli americani poteva essere usato meglio che per tenere la linea lungo il fiume, o limitandoli a manovre diversive. A fine marzo, infine, Eisenhower decise di dare maggior responsabilità alle sue forze meridionali e gli eventi dei primi giorni dell'ultima campagna della guerra furono sufficienti per convincerlo di aver fatto la scelta giusta.

### La pianificazione di Montgomery
La notte tra il 23 e il 24 marzo, Bradley annunciò che le truppe americane stavano attraversando il Reno senza il supporto di truppe aviotrasportate o bombardamenti aerei, come voleva Montgomery, il quale, con tutta la meticolosità acquisita durante la campagna del Nordafrica, stava pianificando la sua operazione che avrebbe fatto uso di artiglieria e il lancio di due divisioni aviotrasportate, la 17ª statunitense e la 6ª britannica.
Sin dall'arrivo infatti alla sponda occidentale del Reno, Montgomery aveva ordinato l'afflusso di risorse e uomini in quantità ingenti, come poche volte era accaduto nel conflitto. Il piano, noto come Operazione Plunder, era paragonabile all'invasione della Normandia in termini di uomini e di equipaggiamento impiegati. Il 21º Gruppo d'Armate raggiunse le trenta divisioni, undici nella 2ª Armata britannica, undici nella 9ª Armata statunitense e altre otto nella 1ª Armata canadese, per un totale di 1 250 000 uomini.
L'operazione Plunder prevedeva che la 2ª Armata attraversasse il Reno a Rees, Xanten e Rheinberg, a seguito di diverse settimane di bombardamenti aerei e d'artiglieria. Da febbraio, infatti, un'intensa campagna di "interdizione della Germania nordoccidentale" vedeva unità aeree della USAAF e della RAF colpire sistematicamente le linee di comunicazione della Ruhr. Gli obiettivi principali erano ferrovie, ponti e snodi stradali, quelli secondari erano stabilimenti di stoccaggio e processo del carburante e altri siti industriali. Nei tre giorni prima dell'attacco, gli obiettivi furono colpiti con circa 11 000 missioni, che isolarono la Ruhr e ne indebolirono le difese.
Originariamente Montgomery voleva affiancare un corpo della 9ª Armata alla 2ª. Il resto della 9ª sarebbe rimasto come riserva fino al consolidamento della testa di ponte. Il comandante dell'armata statunitense, il generale William Simpson, e l'omologo britannico, Miles Dempsey, obiettarono però che il piano fosse uno spreco di uomini e mezzi della 9ª Armata e che fossero stati ignorati i molti problemi logistici dovuti all'aver scelto due punti d'attraversamento troppo ravvicinati per due unità di quelle dimensioni.
Montgomery modificò così il piano, ma si rifiutò di aumentare la dimensione della forza statunitense accettando però di non togliere unità dalla 9ª Armata. Per aumentare le possibilità di Simpson di sfruttare al meglio i suoi uomini, Montgomery accettò anche che la gestione dei ponti a Wesel, appena a nord del confine di competenza delle armate, passasse alla 9ª Armata una volta assicurata la testa di ponte.
Nel settore più meridionale del 21º Gruppo d'Armate, le divisioni d'assalto della 9ª Armata dovevano attraversare il Reno lungo un fronte di 18 km a sud di Wesel e del fiume Lippe. Il loro compito era di bloccare i contrattacchi tedeschi dalla Ruhr. Nell'area vi era una scarsa rete stradale e quindi un corpo della 9ª Armata avrebbe dovuto attraversare il fiume a Wesel, nella zona di competenza britannica, dove la rete stradale era migliore. Dopo aver proseguito per circa 160 km, questo corpo d'armata si sarebbe incontrato con la 1ª Armata vicino a Paderborn, chiudendo la Ruhr in una sacca.
Un'altra parte importante del piano di Montgomery era l'Operazione Varsity. Essa prevedeva che due divisioni del XVIII Corpo aviotrasportato statunitense di Matthew Ridgway si paracadutassero oltre il Reno. Differentemente dalla dottrina standard, la quale prevedeva il lancio dei paracadutisti in profondità e a diverse ore dall'attacco di terra, le zone di lancio designate per Varsity erano molto vicine al fronte e al limite del raggio d'azione dell'artiglieria alleata. Per evitare quindi il fuoco amico, i paracadutisti si sarebbero lanciati solo quando la fanteria avesse attraversato il Reno. Anche la decisione di posizionare dei paracadutisti, con armamento leggero, così vicino alla battaglia fu argomento di dibattito. Si questionò anche, in generale, sull'effettiva utilità di un assalto paracadutistico ad invasione già avviata. Montgomery riteneva tuttavia che i paracadutisti si sarebbero rapidamente uniti alla fanteria, trovandosi così ad avere consistenti forze nella testa di ponte nel minor tempo possibile. Una volta resa sicura l'area, la 6ª Divisione aviotrasportata sarebbe stata trasferita alla 2ª Armata mentre la 17ª Divisione alla 9ª Armata.

## Le operazioni

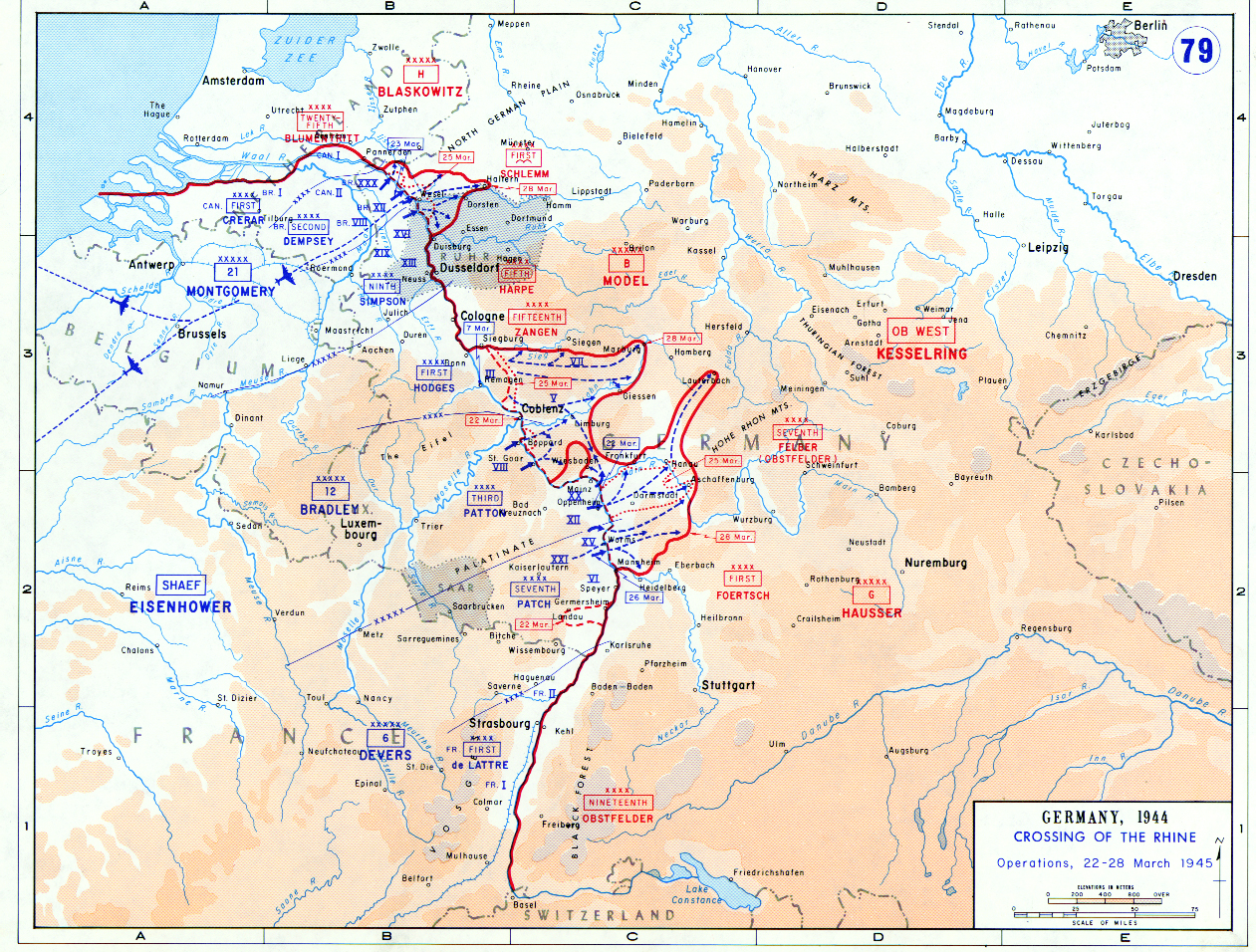
L'attraversamento del Reno tra il 22 e il 28 marzo 1945.

Il 19 marzo Eisenhower ordinò a Bradley di prepararsi ad attaccare in qualunque momento a partire dal 22. Sempre il 19 marzo, vista la vivacità della 3ª Armata nella Saar-Palatinato, Bradley diede a Patton il via libera per un altro assalto oltre il fiume non appena possibile in modo da avere una difesa a fianco della 1ª Armata oltre il Reno.
Patton non aspettava altro ritenendo infatti che, se un'unità sufficientemente forte avesse oltrepassato il fiume ottenendo risultati significativi, Eisenhower avrebbe trasferito l'offensiva principale dal 21º Gruppo d'Armate di Montgomery al 12º di Bradley. Patton dovette quindi muoversi rapidamente volendo anche fare di sé il primo generale straniero ad attraversare il Reno dopo Napoleone.
Il 21 marzo, ordinò al XII Corpo d'Armata di prepararsi all'assalto per la notte successiva, un giorno prima di Montgomery. Nonostante il poco preavviso, la decisione non colse alla sprovvista le truppe. Già da due giorni infatti vedevano giungere in prima linea barche d'assalto, equipaggiamenti per costruire ponti e altri rifornimenti provenienti dalla Lorena, dove i materiali venivano immagazzinati dall'autunno precedente. I soldati quindi avevano già capito che l'invasione oltre il Reno era imminente.
A rendere critica la manovra era il punto d'attraversamento. I più adatti erano uno vicino a Magonza, l'altro poco più a nord della città, dove però i tedeschi se lo aspettavano. Nell'area di Magonza infatti, a circa 50 km, il fiume Meno scorre verso nord parallelamente al Reno diventandone un affluente dopo aver superato la città. Patton ordinò quindi un finto attacco a nord di Magonza per colpire poi presso Nierstein-Oppenheim (15 km a sud di Magonza), scegliendo di attraversare entrambi i fiumi per poter cogliere di sorpresa i tedeschi. All'assalto del XII Corpo sarebbero seguiti come supporto uno a Boppard e uno a Sankt Goar, entrambi eseguiti dall'VIII Corpo d'Armata, rispettivamente a circa 40 e 50 km a nord-ovest di Magonza.
Il terreno nei pressi di Nierstein-Oppenheim si prestava bene all'artiglieria, con alture sulla sponda destra del fiume che sovrastano le pianure più a est. Per le stesse ragioni, la testa di ponte oltre il Reno doveva espandersi ed essere rinforzata rapidamente, non essendovi particolari difese naturali da sfruttare in caso di contrattacco. La velocità era cruciale anche perché l'unica strada adatta ai veicoli era a dieci chilometri di distanza, presso Groß-Gerau.

### Il primo attraversamento del Reno
La notte del 22 marzo la 5ª Divisione di fanteria del XII Corpo d'Armata statunitense attraversò il Reno senza incontrare resistenza, seguita dal resto della 3ª Armata. A Nierstein non trovarono opposizione e, non appena la prima barca raggiunse la sponda orientale, i primi soldati tedeschi si arresero subito. Poco a nord di Oppenheim, invece, i tedeschi aprirono il fuoco con una mitragliatrice. Per trenta minuti vi fu un conflitto a fuoco, finché alcune barche riuscirono ad attraversare il fiume e gli statunitensi cominciarono ad assaltare le difese tedesche. A mezzanotte, lo scontro era finito; i tedeschi si erano arresi e gli americani avevano iniziato l'avanzata nell'entroterra. Alla Germania mancava uomini e mezzi per organizzare una solida difesa e la sporadica resistenza offriva solo pochi contrattacchi che causavano poche vittime e venivano respinti celermente.
Nel pomeriggio del 23 marzo, tutta la 5ª Divisione aveva oltrepassato il Reno e un reggimento della 90ª Divisione era in fase di attraversamento. I corazzati furono trasportati oltre il fiume per tutta la mattina e alla sera i genieri aprirono al traffico un nuovo ponte. A mezzanotte, la testa di ponte era ampia otto chilometri e il primo assalto al fiume Reno dall'epoca napoleonica aveva avuto successo.
Seguirono poi gli altri due attraversamenti della 3ª Armata, portati a compimento dall'VIII Corpo. Nelle prime ore del 25 marzo, l'87ª Divisione di fanteria oltrepassò il Reno a nord di Boppard e il giorno seguente l'89ª attraversò tredici chilometri a sud di Boppard e Sankt Goar. Nonostante in queste aree le difese tedesche fossero migliori di quelle incontrate dal XII Corpo, le maggiori difficoltà vennero dalla conformazione del terreno. I siti di attraversamento dell'VIII Corpo infatti erano posti lungo la gola del Reno, dove il fiume ha scavato la propria strada creando un canyon profondo una novantina di metri. In aggiunta, il letto del Reno si restringe e il flusso dell'acqua scorre perciò più velocemente generando correnti imprevedibili. Tuttavia, nonostante la morfologia del campo di battaglia, le mitragliatrici e i Flak 88, l'VIII Corpo d'Armata riuscì a prendere il controllo dell'altura orientale obbligando i tedeschi ad abbandonare le postazioni sul Reno la notte del 26 marzo.
Quello stesso giorno, il 6º Gruppo d'Armate attraversò il Reno presso Worms, a circa 40 km a sud di Magonza, dove il XV Corpo della 7ª Armata stabilì una testa di ponte, consolidata poi dalla 3ª Armata che nel frattempo aveva completato l'attraversamento la mattina. Il XV Corpo passò il fiume trovando la sola resistenza di alcuni posti di blocco lungo le strade.

### L'operazione Plunder
L'operazione Plunder cominciò la sera del 23 marzo con la 2ª Armata britannica ammassata sui tre siti di attraversamento: Rees a nord, Xanten al centro e Wesel a sud, mentre le due divisioni della 9ª Armata statunitense erano pronte, nei pressi di Rheinberg. Nel settore settentrionale, il XXX Corpo d'Armata cominciò l'assalto (Operazione Turnscrew) alle ore 21:00, con l'intento di distrarre i tedeschi dagli attacchi principali a Xanten e Rheinberg. La prima ondata attraversò il fiume rapidamente, trovando poca resistenza. Contemporaneamente, a tre chilometri e mezzo a nord di Wesel, cominciò l'Operazione Widgeon, con i Commando della 1ª Brigata servizi speciali britannica che silenziosamente passavano il fiume aspettando poi a un miglio dalla città mentre questa veniva colpita dalla RAF. Nella notte, i Commando entrarono a Wesel di cui ottennero il completo controllo nella tarda mattinata successiva, nonostante sporadiche resistenze sarebbero continuate fino all'alba del giorno dopo. Il XII e il XVI Corpo d'Armata cominciarono l'assalto principale alle ore 02:00 del 24 marzo, dopo un massiccio bombardamento aereo e d'artiglieria.
Per l'attraversamento statunitense, il generale Simpson scelse due divisioni veterane del XVI Corpo, la 30ª e la 79ª Divisione di fanteria. La prima doveva attraversare tra Wesel e Rheinberg mentre la seconda a sud di Rheinberg. Come riserva vi erano l'8ª Divisione corazzata, la 35ª e la 75ª Divisione di fanteria, oltre al XIII e al XIX Corpo della 9ª Armata, ciascuno composto da tre divisioni. Il piano di Simpson prevedeva di far scendere in campo il XIX Corpo d'Armata non appena possibile, dopo aver reso sicura la testa di ponte, usando il XIII Corpo per tenere il Reno a sud del punto di attraversamento.
Dopo un'ora di intenso fuoco d'artiglieria, la 30ª Divisione iniziò l'avanzata. Il bombardamento fu così preciso e puntuale che i battaglioni d'assalto presero la sponda orientale del Reno quasi senza resistenza. Con l'arrivo delle ondate successive, i primi villaggi furono occupati dopo aver superato deboli opposizioni e, un'ora dopo ossia alle 03:00, anche la 79ª Divisione si mosse ottenendo risultati pressoché identici. Raggiunte dall'equipaggiamento pesante, entrambe le divisioni iniziarono a spingersi con decisione verso est, penetrando le linee difensive tedesche per cinque-dieci chilometri.

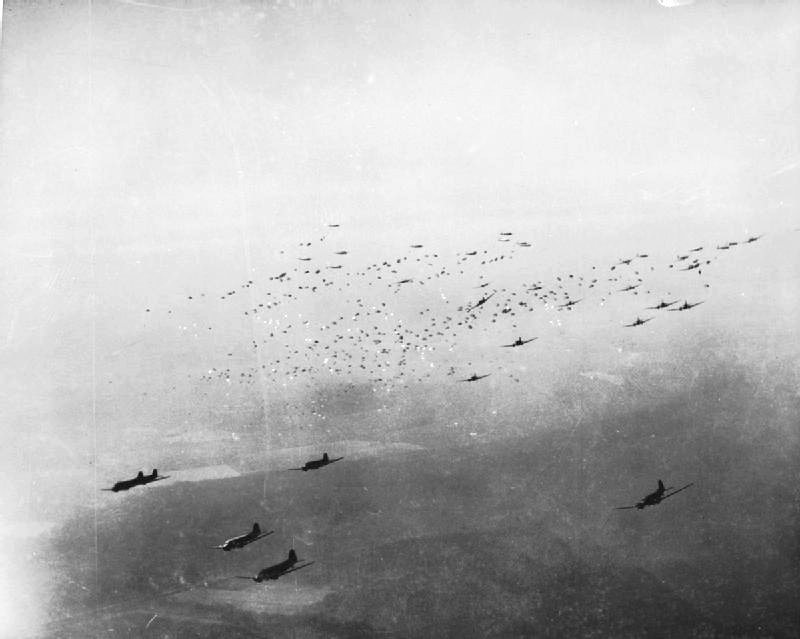
Aerei da trasporto Douglas C-47 mentre lanciano centinaia di paracadutisti durante l'operazione Varsity, il 24 marzo 1945.

A nord, anche l'attraversamento britannico stava procedendo bene, con le unità aviotrasportate e di fanteria che si incontrarono al tramonto. I paracadutisti erano riusciti in tutti i loro obiettivi facendo pure 3 500 prigionieri.
A sud, la mattina del 25 marzo venne scoperta una lacuna nella linea difensiva tedesca di fronte alla 30ª Divisione, che alimentò l'idea di uno sfondamento su larga scala. Quando piccole unità statunitensi attaccarono, generando scarse reazioni da parte dei tedeschi, il comandante della divisione, Leland Hobbs, organizzò due task force con il compito di penetrare in profondità aprendo le difese nemiche e attaccandone le retrovie. Tuttavia, Hobbs non aveva preso in considerazione la quasi inesistente rete stradale di fronte al XVI Corpo d'Armata. Dovendo passare attraverso una densa foresta, su strade non asfaltate e ferrovie infangate, difese con tenacia da pochi soldati posizionati in punti strategici, le task force avanzarono di soli tre chilometri. Il giorno seguente, proseguirono ulteriormente e una delle due raggiunse il proprio obiettivo, dopo aver percorso altri sette chilometri. A causa dei limitati progressi, Hobbs dovette però abbandonare la speranza di uno sfondamento completo.
Ad ostacolare l'avanzata della 30ª Divisione si frappose anche la 16ª Divisione panzer, l'unica unità in forze lasciata ad affrontare l'attraversamento alleato del Reno nel settore settentrionale. Il 25 marzo la divisione panzer si spostò a sud dal confine con i Paesi Bassi per opporsi alla 9ª Armata, che i tedeschi consideravano la più pericolosa. L'unità impiegò quasi subito i suoi carri armati cosicché, il 26 marzo, l'ostacolo congiunto dei panzer e del terreno impervio arrestò l'inerzia della 30ª Divisione. Con la 79ª anch'essa rallentata da una fiera resistenza a sud, l'unica possibilità per il generale Simpson era di far scendere in campo qualche unità di riserva, così la sera del 26 marzo l'8ª Divisione corazzata cominciò l'attraversamento del fiume.
Anche se quest'ultima era già pronta a passare il Reno, Simpson era più interessato ad inviare il XIX Corpo d'Armata attraverso i ponti a Wesel e usare la miglior condizione stradale per aggirare i tedeschi di fronte alla 30ª Divisione. Purtroppo per gli americani, la pressione tedesca nel settore più settentrionale della 2ª Armata britannica causò rallentamenti nella costruzione dei ponti presso Xanten, obbligando i britannici a spostare la maggior parte del proprio traffico proprio attraverso Wesel. Di conseguenza, potendo usare i ponti per sole cinque ore al giorno e con la rete stradale a nord del fiume Lippe impiegata dell'armata britannica, il generale Simpson non fu in grado di mettere in campo forze sufficienti per l'aggiramento.

### La sacca della Ruhr

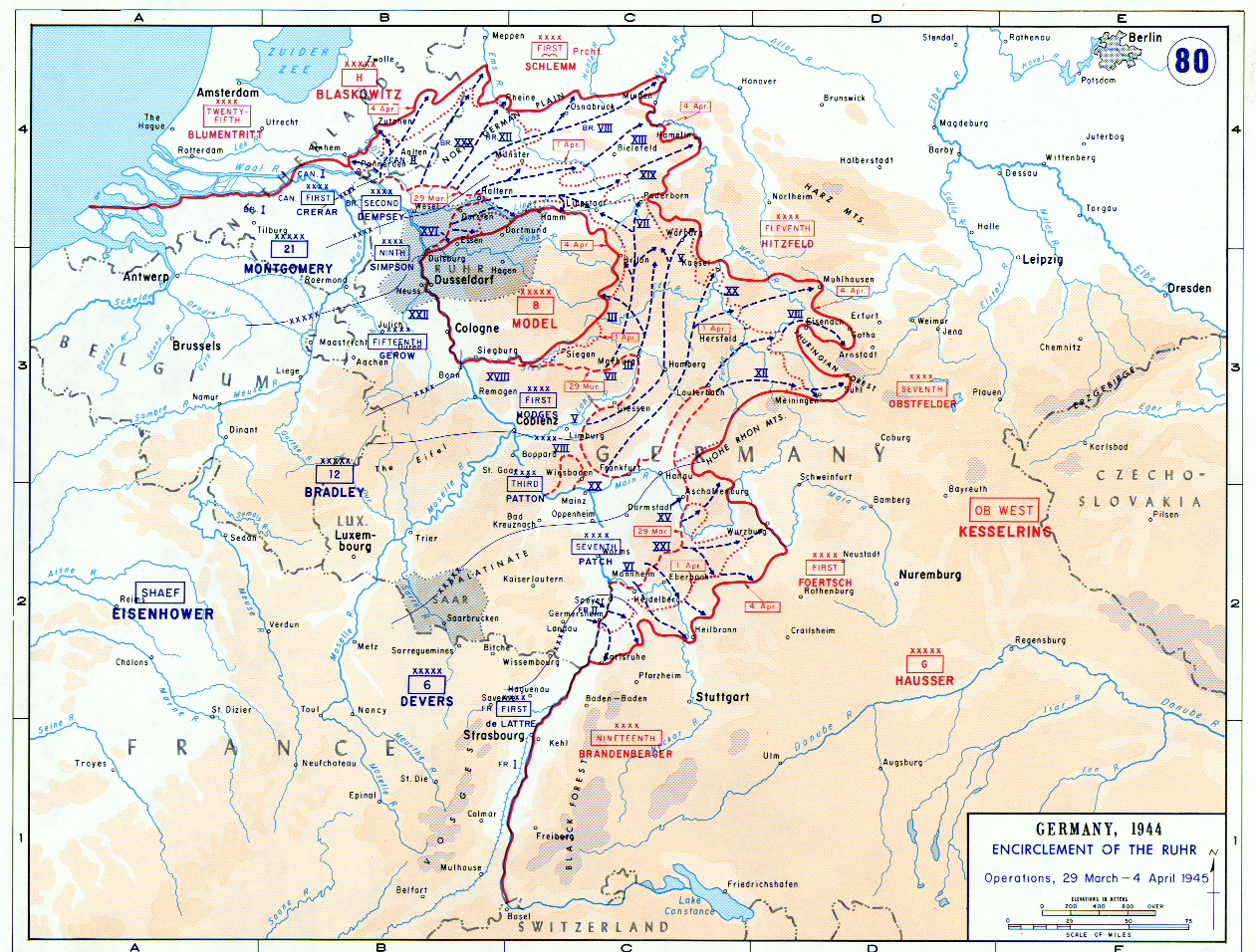
Accerchiamento della regione della Ruhr e altre operazioni alleate tra il 29 marzo e il 4 aprile 1945.

Il 28 marzo, la testa di ponte dell'8ª Divisione corazzata era stata ampliata di soli cinque chilometri e Dorsten, 25 km a est del Reno, la cui rete stradale, indispensabile per le manovre del XVI Corpo d'Armata, non era ancora stata raggiunta. Lo stesso giorno, Montgomery annunciò che le vie di comunicazione a est di Wesel sarebbero passate alla 9ª Armata entro due giorni e successivamente anche i ponti. Sempre il 28 marzo, alcuni gruppi della 17ª Divisione aviotrasportata, a nord del fiume Lippe, si attestarono con unità corazzate a circa 50 km a est di Wesel, aprendo un corridoio per il XIX Corpo d'Armata che avrebbe così potuto aggirare il fianco dei tedeschi a difesa di Dorsten più a sud. Il generale Simpson ebbe così l'opportunità e i mezzi per liberare la potenza della 9ª Armata e iniziare così la manovra a tenaglia attorno alla Ruhr.
Simpson spostò parte della 2ª Divisione corazzata dal XIX al XVI Corpo d'Armata, con l'ordine di attraversare il fiume Lippe, in modo da evitare il traffico a Wesel. Oltre il Reno, i corazzati avanzarono nella notte del 29 marzo separandosi dal XVIII Corpo aviotrasportato statunitense per stabilirsi vicino a Haltern, 20 km a nord-est di Dorsten. Il 30 e il 31 marzo, la divisione corazzata avanzò ininterrottamente in direzione est per 65 km, verso Beckum, interrompendo la circolazione su due delle tre ferrovie operative della Ruhr e sull'autostrada per Berlino.
Mentre il resto del XIX Corpo affluiva lungo la via aperta dai corazzati, la 1ª Armata stava completando un'analoga manovra lungo il confine meridionale e orientale della Ruhr. L'avanzata dalla testa di ponte a Remagen iniziò all'alba del 25 marzo. Il generale tedesco Walter Model, comandante del Gruppo d'Armate B e incaricato della difesa della Ruhr, aveva dispiegato le sue truppe accuratamente lungo il fiume Sieg, a sud di Colonia, pensando che gli statunitensi avrebbero attaccato in direzione nord. Invece, l'armata americana si mosse verso est, dirigendosi su Gießen e il fiume Lahn, a più di cento chilometri da Remagen, prima di puntare a settentrione, in direzione di Paderborn, e unirsi con la 9ª Armata. Tutti e tre i corpi d'armata parteciparono all'avanzata, che già il primo giorno vide in azione cinque divisioni di fanteria e due corazzate. Il VII Corpo statunitense, sul fianco sinistro, ebbe il compito più difficile a causa della concentrazione di forze tedesche a nord della testa di ponte; nonostante ciò, le sue unità corazzate riuscirono ad avanzare per venti chilometri. Al centro, il III Corpo d'Armata non impiegò i corazzati il primo giorno, ma avanzò comunque di sei chilometri e mezzo. Infine, il V Corpo, sul fianco destro, avanzò di circa dieci chilometri subendo perdite minime.
Il giorno seguente, le divisioni corazzate trasformarono l'avanzata iniziale in un completo sfondamento, schiacciando ogni opposizione e attraversando liberamente le retrovie tedesche. Al termine del 28 marzo, la 1ª Armata del generale Hodges aveva attraversato il Lahn, percorrendo in tutto ottanta chilometri. Ovunque i tedeschi non sembravano in grado di opporre resistenza e a migliaia finirono prigionieri. Il 29 marzo, l'armata puntò Paderborn, 130 km a nord di Gießen, protetta alla sua destra dalla 3ª Armata, la quale a sua volta aveva sfondato le linee tedesche ed era diretta a nord-est, in direzione di Kassel e quella che sarà l'omonima battaglia.
Una task force della 3ª Divisione corazzata statunitense, inquadrata nel VII Corpo d'Armata, che vedeva in campo anche i nuovi carri pesanti M26 Pershing, guidò la decisiva avanzata su Paderborn. Accorpandosi un reggimento di fanteria della 104ª Divisione e restando vicino alla task force, il VII Corpo fu tranquillamente in grado di tenere il possesso delle conquiste territoriali nonostante la velocità delle manovre eseguite. La task force avanzò senza subire perdite per settanta chilometri fermandosi per la notte a soli venticinque dall'obiettivo. Proseguendo il giorno seguente, finì subito per scontrarsi con l'ardua resistenza offerta dagli studenti di un centro di addestramento delle Panzer-SS, situato nei pressi della città. Equipaggiati con sessanta carri armati, i giovani soldati organizzarono una resistenza fanatica, bloccando gli americani per tutto il giorno. Quando fu chiaro che la task force non sarebbe riuscita ad avanzare, il 31 marzo il generale Joseph Collins, comandante del VII Corpo d'Armata, ordinò alla 2ª Divisione corazzata, che aveva appena raggiunto Beckum, di proseguire per altri venticinque chilometri in direzione di Lippstadt, a metà strada a sud-est tra Beckum e la 3ª Divisione. Nel primo pomeriggio del 1º aprile, le due divisioni si incontrarono a Lippstadt collegando così la 9ª e la 1ª Armata e chiudendo l'accerchiamento della Ruhr e del gruppo di armate del generale Model.
Con il giungere di aprile, l'offensiva oltre il Reno seguiva quanto pianificato. Tutte le armate che dovevano attraversare il fiume avevano unità presenti sulla sponda orientale, inclusa la 1ª Armata canadese nel settore più settentrionale, che inviò una divisione attraverso il fiume nel settore britannico a Rees, e la 1ª Armata francese nel settore meridionale, che il 31 marzo aveva stabilito una testa di ponte a Germersheim e Spira a circa 80 km a sud di Magonza. All'inerzia della spinta oltre il Reno si andava ora ad aggiungere l'incapacità sempre maggiore dei tedeschi di offrire un qualunque tipo di resistenza, trasformando così la campagna che doveva dare il colpo di grazia all'esercito germanico in un vero e proprio inseguimento di truppe in rotta.
Al centro della linea alleata, Eisenhower inserì infine la nuova 15ª Armata statunitense, sotto il controllo del 12º Gruppo, con l'obiettivo di tenere il fronte occidentale della sacca della Ruhr, mentre la 9ª e la 1ª Armata premevano da nord, sud ed est per soffocare le truppe accerchiate. Chiusa la sacca, la 15ª Armata si sarebbe occupata del controllo della regione lasciando alle altre l'avanzata verso oriente.

### L'offensiva principale passa agli americani
Il 28 marzo, visti gli sviluppi dell'offensiva, Eisenhower annunciò di voler modificare il piano. Circondata la Ruhr, spostò la 9ª Armata dal 21º Gruppo britannico al 12º statunitense; quest'ultimo ricevette inoltre l'onere della spinta decisiva verso est, compito che era degli uomini di Montgomery. Il generale britannico ricevette quindi l'ordine di proteggere il fianco settentrionale del gruppo d'armate di Bradley, mentre quello meridionale sarebbe stato protetto dal gruppo d'armate di Devers. Inoltre, l'obiettivo finale di Bradley non era più Berlino, bensì Lipsia dove avrebbe dovuto congiungersi con l'Armata Rossa per dividere in due le forze tedesche. Fatto ciò, il 21º Gruppo d'Armate avrebbe preso Lubecca e Wismar, sul Mar Baltico, isolando dalla Germania le forze tedesche presenti nella penisola danese dello Jutland. A sud, nel frattempo, il 6º Gruppo statunitense e la 3ª Armata si sarebbero dirette in Austria.
Winston Churchill e i Capi dello staff militare britannico si opposero fortemente al cambio di ruolo di Montgomery e alla rinuncia alla capitale tedesca ritenendo Berlino un obiettivo politico ancora valido, nonostante fosse ormai a portata dei sovietici. Eisenhower, supportato dai Capi dello staff statunitense, non era però d'accordo dato che il suo obiettivo principale era esclusivamente raggiungere la vittoria sulla Germania il più rapidamente possibile. Il generale americano avrebbe cambiato nuovamente i piani solo se gli fosse stato ordinato da Washington o se la cattura della città fosse diventata una necessità militare. Inoltre, dato che alla conferenza di Jalta era già stata decisa la divisione della Germania dopo la guerra, Eisenhower non vedeva alcun vantaggio politico nel raggiungere Berlino per primi. Ogni metro di terra conquistato dagli Alleati nella zona sovietica sarebbe stato poi semplicemente restituito ai russi al termine del conflitto.

### La presa della Ruhr

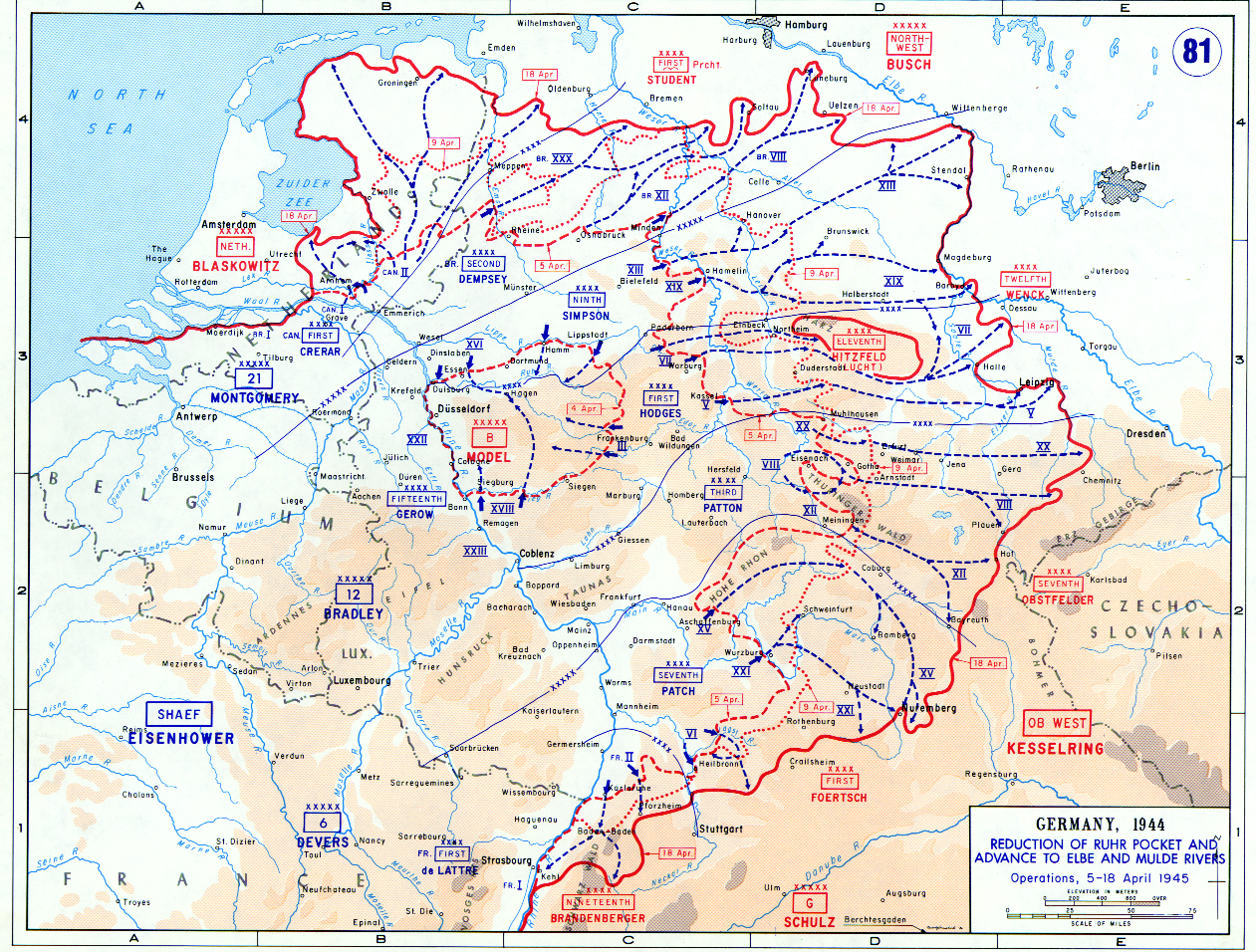
La stretta nella Ruhr e l'avanzata verso l'Elba e il Mulde, tra il 5 e il 18 aprile 1945

La fase iniziale del piano di Eisenhower prevedeva la presa della Ruhr. Prima di essere completamente accerchiati, i tedeschi cercarono di fuggire verso est venendo però bloccati senza difficoltà dalla soverchiante forza alleata. Nel frattempo, la 9ª e la 1ª Armata iniziarono le manovre convergenti per incontrarsi sul fiume Ruhr. Il XVI Corpo della 9ª Armata si sarebbe diretta verso sud supportata da due divisioni del XIX Corpo d'Armata, mentre il resto di quest'ultimo avrebbe continuato l'avanzata verso est. A sud, l'attacco della 1ª Armata venne eseguito dal XVIII Corpo aviotrasportato, trasferito al comando di Hodges dopo l'operazione Varsity, e dal III Corpo d'Armata. Il V e il VII Corpo della 1ª Armata proseguirono verso est. L'area di competenza della 9ª Armata era pari ad un terzo della regione ed era quella più industrializzata; quella della 1ª era più ampia ma composta da foreste e con una minima rete stradale.
Il 1º aprile gli statunitensi chiusero la tenaglia e il 4 aprile, giorno in cui Bradley prese il controllo della 9ª Armata, l'attacco ebbe inizio. Il giorno seguente, la 1ª Armata cominciò a muoversi verso nord, mentre i paracadutisti avanzarono il 6 aprile. Inizialmente i tedeschi resistettero con determinazione ma col passare delle ore la loro forza rapidamente scemò. Il 13 aprile, la 9ª Armata aveva liberato l'area settentrionale della Ruhr, mentre l'8ª Divisione statunitense del XVIII Corpo aviotrasportato raggiunse la sponda meridionale del fiume, dividendo in due la sezione sud della sacca. Migliaia di tedeschi si arrendevano ogni giorno e, tra il 16 e il 18 aprile, terminata ogni forma di opposizione, ciò che rimaneva del Gruppo d'Armate B si arrendeva ufficialmente; masse di soldati vennero fatte prigioniere e il comandante tedesco, Walther Model, si suicidò il 21 aprile.
I tedeschi arresisi nella Ruhr furono circa 325 000, ben oltre quanto gli statunitensi potessero immaginare. Gli ufficiali americani fecero circondare vasti terreni con il filo spinato e all'interno vi fecero sostare i prigionieri per il tempo necessario affinché la guerra terminasse. Quest'enorme massa di uomini, in attesa di poter tornare alle proprie case, era tale da mettere in difficoltà il sistema logistico alleato.

### I preparativi per l'attacco finale
Mentre la sacca della Ruhr si chiudeva, le restanti forze alleate a nord, a sud e a est si stavano preparando per l'avanzata finale in Germania. La 1ª Armata del generale Hodges era posizionata al centro dello schieramento e si sarebbe diretta a est per oltre 200 km, verso Lipsia e il fiume Elba. A nord, anche il XIX e il XIII Corpo della 9ª Armata si sarebbero diretti verso l'Elba, in direzione di Magdeburgo, circa 100 km a nord di Lipsia, con il loro comandante, il generale Simpson, che sperava ancora gli venisse concesso di puntare direttamente su Berlino. A sud, la 3ª Armata di Patton doveva dirigersi verso Chemnitz, circa 65 km a sud-est di Lipsia, per poi virare verso sud e puntare sull'Austria e sulla Cecoslovacchia. Il 6º Gruppo d'Armate del generale Devers sarebbe avanzato verso sud, attraverso la Baviera e la Foresta Nera, in direzione dell'Austria, bloccando sul nascere ogni possibile ritirata e fanatica difesa sulle Alpi.
Il 4 aprile, mentre attendeva l'arrivo del resto del 12º Gruppo d'Armate statunitense, la 3ª Armata fece due importanti scoperte. Vicino a Merkers, alcuni soldati della 90ª Divisione di fanteria trovarono in una cava di sale una buona porzione del tesoro nazionale tedesco. Esso includeva vaste quantità di banconote tedesche, scaffali colmi di dipinti inestimabili, pile di gioielli e suppellettili in oro e argento, nonché lingotti d'oro e monete di varie nazioni per un totale di 250 milioni di dollari dell'epoca. La seconda scoperta invece provocò orrore e sdegno tra i soldati statunitensi. Quando la 4ª Divisione corazzata e alcune unità dell'89ª Divisione di fanteria catturarono il piccolo centro di Ohrdruf, pochi chilometri a sud della città di Gotha, scoprirono quello che divenne poi il primo campo di concentramento ad essere liberato dagli Alleati occidentali.

### L'avanzata sull'Elba
La pausa della 3ª Armata permise alle altre tre armate di Bradley di raggiungere il fiume Leine, circa 80 km a est di Paderborn. A quel punto, esse erano allineate da nord a sud e potevano così proseguire una accanto all'altra verso il fiume Elba. Il 9 aprile, sia la 9ª che la 1ª Armata avevano delle teste di ponte oltre il Leine, dando il via a un'avanzata senza opposizione. La mattina seguente, il 12º Gruppo d'Armate avanzò sull'Elba.
Il fiume era ufficialmente l'obiettivo più a est, anche se molti comandanti consideravano tale ancora Berlino. La sera dell'11 aprile, la 2ª Divisione corazzata della 9ª Armata, forse per mostrare quanto facile sarebbe stato prendere la capitale tedesca, aveva percorso quasi 120 km raggiungendo l'Elba a sud-est di Magdeburgo, ad appena 80 km da Berlino. Il 12 aprile, altre unità della stessa armata raggiunsero il fiume e il giorno dopo passarono oltre, in attesa di prendere la capitale tedesca. Tuttavia, il 15 aprile, Eisenhower ordinò a Bradley di trattenere la 9ª Armata, poiché non vi sarebbe stata alcuna corsa per Berlino. Simpson quindi impegnò i suoi uomini per mettere fine alle sacche di resistenza nella regione.

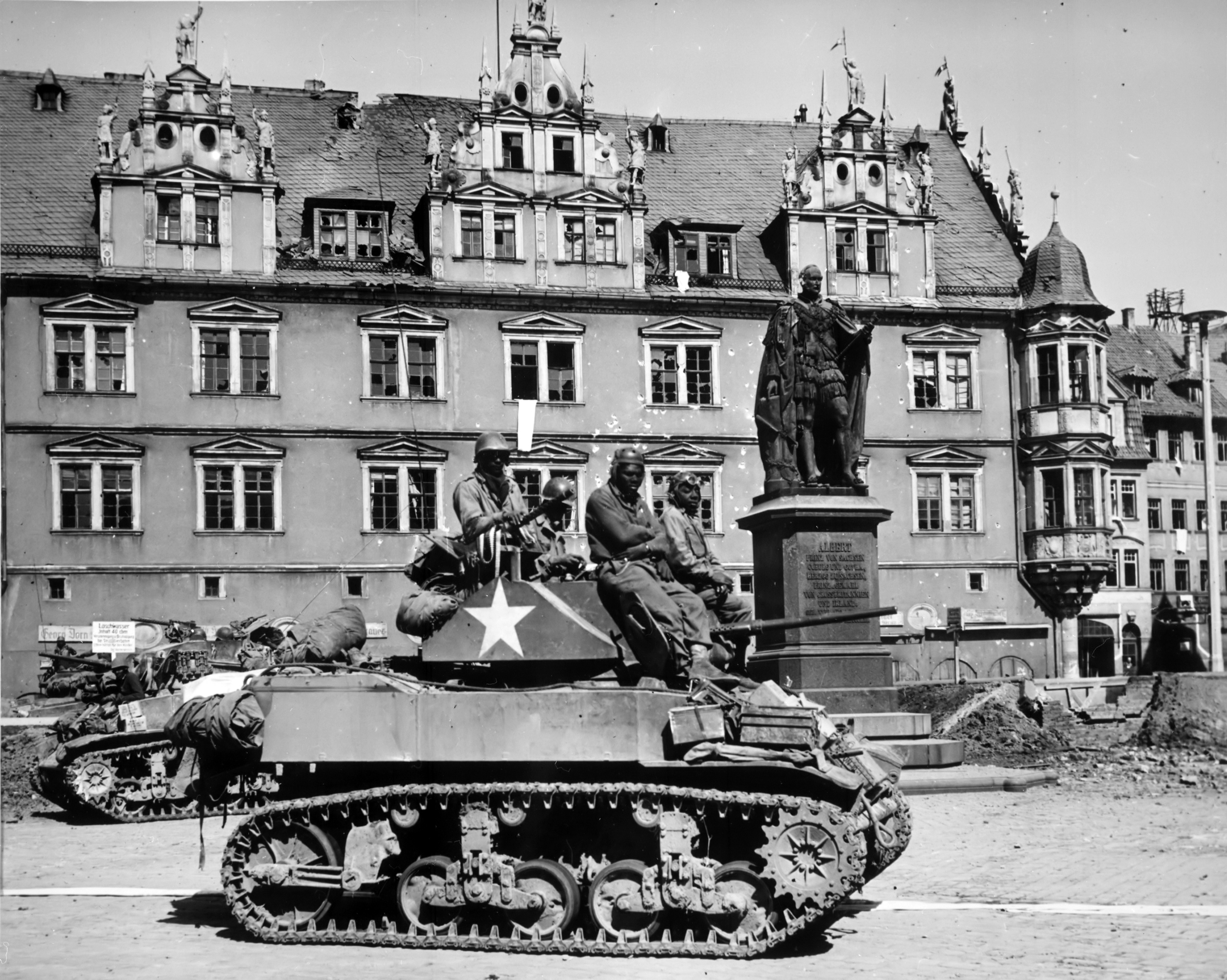
Carro statunitense M3 Stuart a Coburg il 25 aprile 1945

Al centro del 12º Gruppo d'Armate, la 1ª Armata di Hodges affrontò un'opposizione più forte, sebbene l'avanzata non venne rallentata. Con l'avvicinamento a Lipsia, 100 km a sud di Magdeburgo e 25 dal fiume Mulde, l'armata finì per scontrarsi con una delle ultime resistenze organizzate. Lì, i tedeschi usarono i Flak 88 contro le truppe statunitensi con effetti devastanti. Combinando manovre di accerchiamento con attacchi notturni, la 1ª Armata fu in grado di distruggere o superare le difese tedesche, raggiungendo infine Lipsia che si arrese ufficialmente il 20 aprile. Per la fine della giornata, le unità raggiunsero il Mulde dove fu ordinato di fermarsi.
Nel frattempo, sul fianco meridionale, la 3ª Armata si spostò senza problemi 50 km a est, prendendo Erfurt e Weimar, e poi, il 12 aprile, per altrettanti chilometri attraverso l'area dove ebbe luogo nel 1806 la battaglia di Jena. Quello stesso giorno, Eisenhower ordinò a Patton di fermare l'armata sul fiume Mulde, ad appena 15 km dal suo obiettivo originario, Chemnitz. Americani e sovietici infatti si erano accordati nell'identificare una linea geografica che separasse i due eserciti e impedisse che si verificassero scontri accidentali tra le due forze. Ad ogni modo, raggiunto il Mulde il 13 aprile, il XII Corpo d'Armata continuò verso sud-est, a fianco alla 6ª Armata statunitense, per occupare la Germania meridionale e proseguire in Austria prendendo lungo il cammino Coburgo, 80 km a sud di Erfurt l'11 aprile, e Bayreuth tre giorni dopo, altri 55 km più a sud.
Come avvenne per tutta la campagna, la capacità combattiva dei tedeschi fu sporadica e imprevedibile durante tutta l'avanzata fino alla linea Elba-Mulde. Alcune aree erano ben difese, mentre in altre i tedeschi si arresero in breve tempo. Inviando avanguardie corazzate attorno alle aree più difese, isolando poi quest'ultime con successive ondate di fanteria, le forze di Eisenhower mantennero la spinta verso oriente. 70 000 tedeschi nelle montagne di Harz, 65 km a nord di Erfurt, furono neutralizzati in questo modo, così come le truppe nelle città di Jena e Lipsia.

### L'incontro con i sovietici

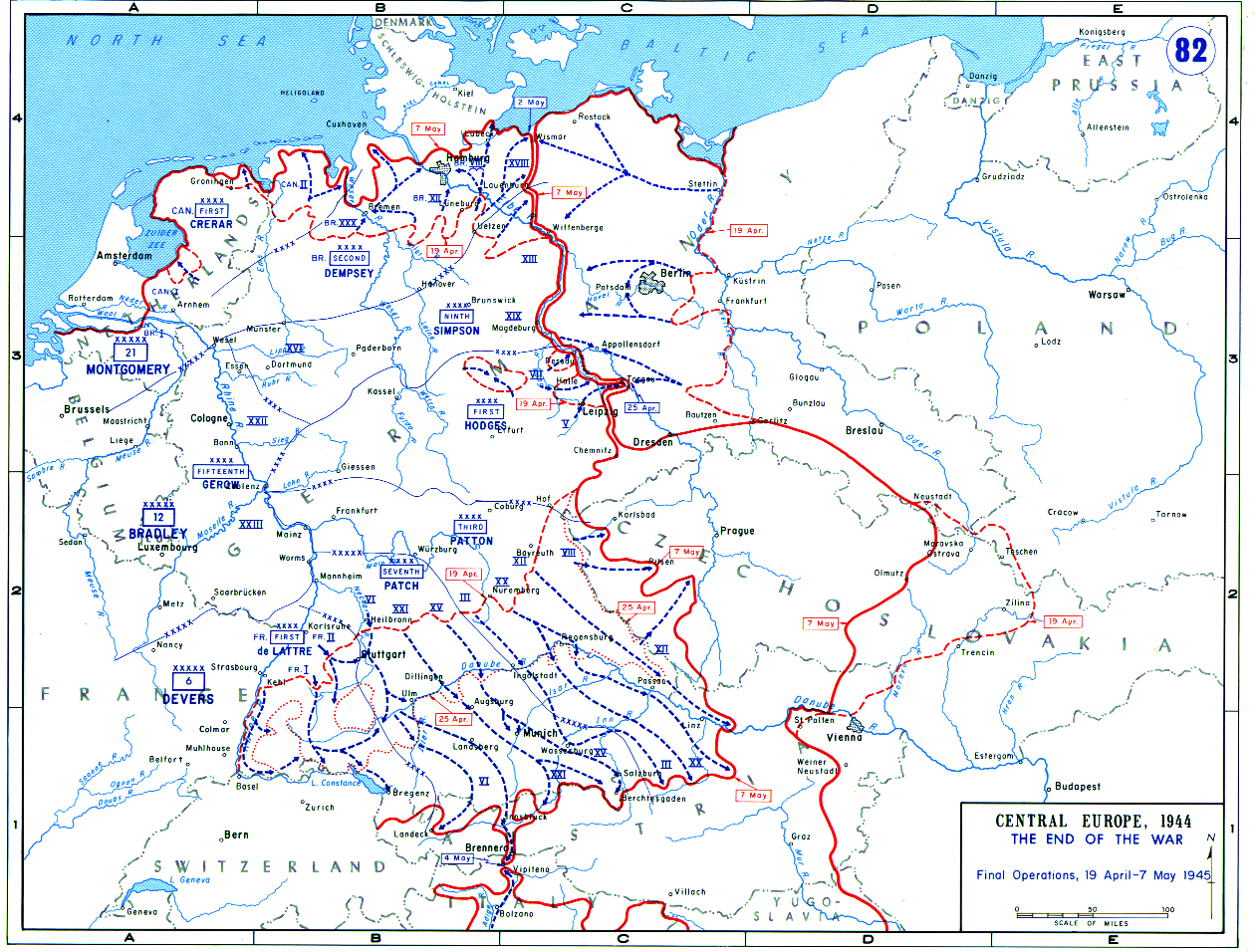
Le operazioni finali tra il 19 aprile e il 7 maggio 1945

L'ultima settimana di aprile, lungo la linea Elba-Mulde agli statunitensi era ben noto che l'Armata Rossa era vicina e dozzine di pattuglie venivano inviate oltre il Mulde, nella speranza di essere i primi a incontrarla. Questa fortuna toccò ai soldati del V Corpo della 1ª Armata. Alle ore 11:30 del 25 aprile, una pattuglia della 69ª Divisione di fanteria incontrò un soldato russo a cavallo presso l'odierno villaggio di Nünchritz. Quello stesso giorno, altri soldati della divisione presero contatto con i sovietici e il 26 aprile il comandante della divisione, Emil Reinhardt, e il generale sovietico Vladimir Rusakov, comandante della 58ª Divisione guardie di fanteria, presero parte ad una cerimonia d'incontro ufficiale presso Torgau.

### L'avanzata verso l'Austria
Il 6º Gruppo d'Armate agli ordini del generale Devers aveva il compito di proteggere il fianco destro del 12º Gruppo ed eliminare ogni resistenza tedesca, impedendo loro di riorganizzarsi sulle Alpi. Per portare a termine entrambi gli obiettivi, la 7ª Armata del generale Alexander Patch avrebbe dovuto compiere una manovra ad arco, prima dirigendosi verso nord-est, a fianco alle armate di Bradley, per poi puntare a sud con la 3ª Armata e prendere Norimberga e Monaco di Baviera, continuando infine verso l'Austria. La 1ª Armata francese del generale Jean de Lattre de Tassigny avrebbe attaccato direttamente verso sud-est, per prendere Stoccarda prima di raggiungere il confine con la Svizzera e entrare in Austria.
Inizialmente, l'opposizione che il 6º Gruppo incrociò fu più strenua di quella trovata dal 12º Gruppo d'Armate. In quest'area le forze tedesche erano semplicemente più organizzate di quelle a nord. Ad ogni modo, il 28 marzo la 7ª Armata sfondò le linee attorno alla testa di ponte sul Reno, appena a sud di Francoforte sul Meno, impiegando il XV, il XXI e il VI Corpo d'Armata, rispettivamente da nord a sud. La 45ª Divisione di fanteria del XV Corpo d'Armata combatté per sei giorni prima di catturare Aschaffenburg, 55 km a est del Reno, il 3 aprile; anche il XXI Corpo d'armata dovette affrontare una dura resistenza tedesca a Würzburg, caduta infine il 6 aprile dopo una feroce battaglia urbana. A sud, il VI Corpo incrociò inaspettatamente una decisa resistenza nella battaglia di Heilbronn, a 65 km nelle retrovie tedesche. Nonostante un accerchiamento con i corazzati, ci vollero nove giorni di intensi combattimenti affinché Heilbronn finisse completamente in mani americane. L'11 aprile, la 7ª Armata era penetrata in profondità nelle difese tedesche, specialmente nel settore nord, pronta a virare verso sud. Infine, il 15 aprile, quando Eisenhower ordinò alla 3ª Armata di Patton di dirigersi a sud-est lungo il Danubio fino a Linz e Salisburgo, istruì anche il 6º Gruppo d'Armate affinché puntasse anch'esso verso la Germania meridionale e l'Austria occidentale.

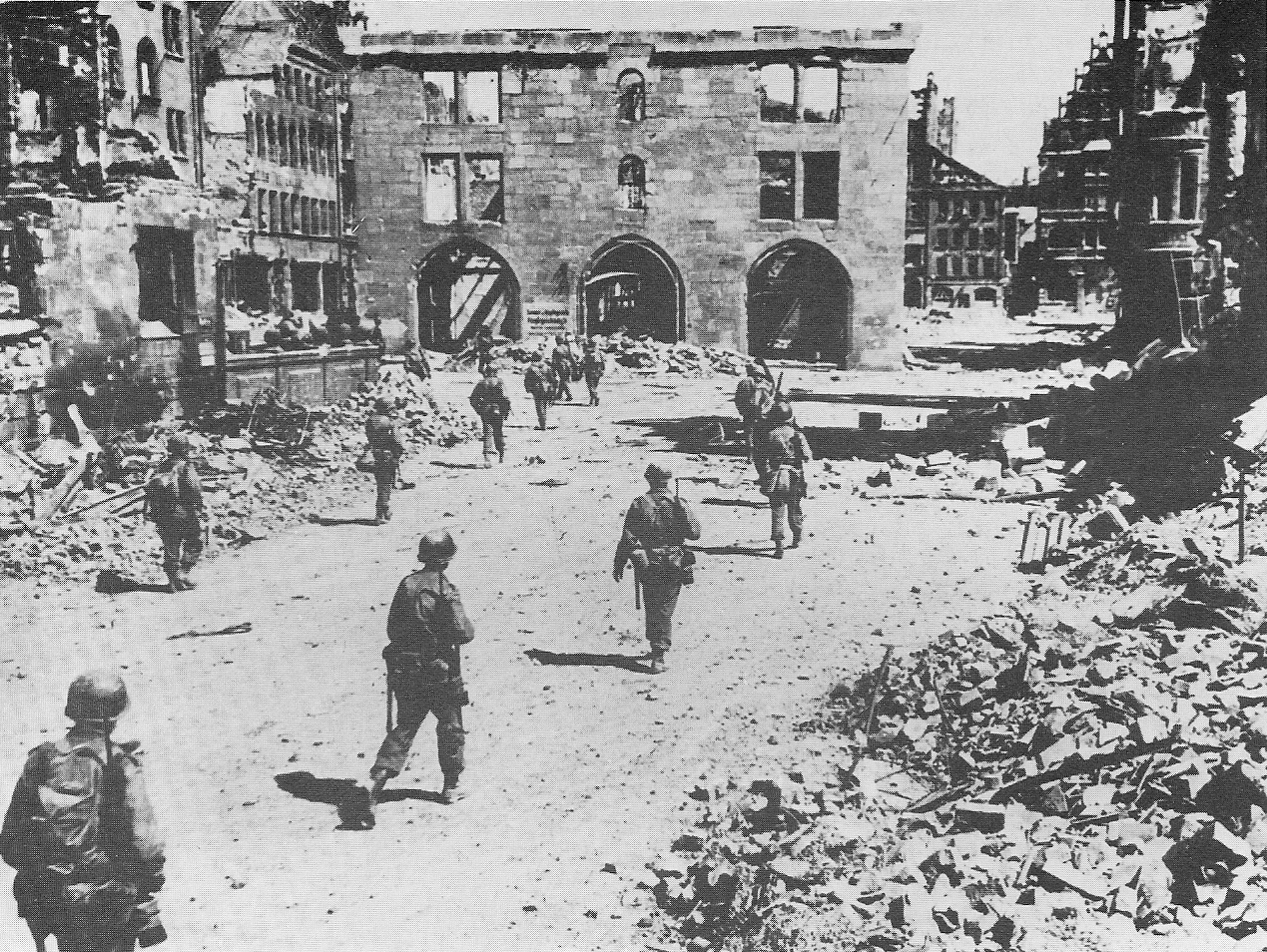
Soldati della 3ª Divisione di fanteria statunitense a Norimberga il 20 aprile 1945

Con Norimberga come obiettivo, la 7ª Armata superò rapidamente Bamberga, ad appena 50 km di distanza. Quando i soldati statunitensi raggiunsero Norimberga, il 16 aprile, ebbe inizio la battaglia omonima che si concluse il 20, quando gli americani sfondarono le difese di Flak 88, vincendo poi una serie di combattimenti casa per casa.
Dopo la cattura della città, la 12ª Divisione corazzata del XXI Corpo si lanciò verso il Danubio, a 80 km da lì, attraversandolo il 22 aprile, seguito diversi giorni dopo dal XV Corpo d'Armata. Nel frattempo, sul fianco destro della 7ª Armata, il VI Corpo aveva proseguito verso sud-est assieme alla 1ª Armata francese. Con una manovra congiunta, i francesi catturarono Stoccarda il 21 aprile e il giorno seguente sia loro che il VI Corpo avevano superato il Danubio. Allo stesso modo, la 3ª Armata, sul fianco sinistro del 6º Gruppo, era avanzata rapidamente trovando scarsa resistenza, raggiungendo il fiume il 24 aprile.
Con l'avvicinarsi del 6º Gruppo d'Armate all'Austria, divenne chiaro sia agli Alleati che ai tedeschi, che la guerra era al termine. Molte città esponevano teli bianchi in segno di resa per risparmiarsi l'inevitabile distruzione di chi resisteva, mentre le truppe tedesche si arrendevano a decine di migliaia.

### Il fronte occidentale si congiunge con quello italiano
Due giorni dopo l'arrivo del VI Corpo in Austria, il 30 aprile il XV e il XXI Corpo della 7ª Armata catturarono Monaco di Baviera. Il 4 maggio, il V Corpo della 3ª Armata e il XII Corpo entrarono in Cecoslovacchia e in Austria alcune unità del VI Corpo incontrarono dei soldati della 5ª Armata statunitense del generale Truscott, provenienti dal fronte italiano, unendo così il teatro di guerra europeo con quello mediterraneo. Sempre il 4 maggio, dopo un cambio di competenza alla 7ª Armata, la città di Salisburgo si arrese al XV Corpo. Quest'ultimo catturò anche Berchtesgaden, dov'era situata la residenza estiva di Hitler e dove si riteneva avrebbe potuto porre il comando dell'eventuale ultima strenua resistenza sulle Alpi.

### I britannici occupano la Germania settentrionale

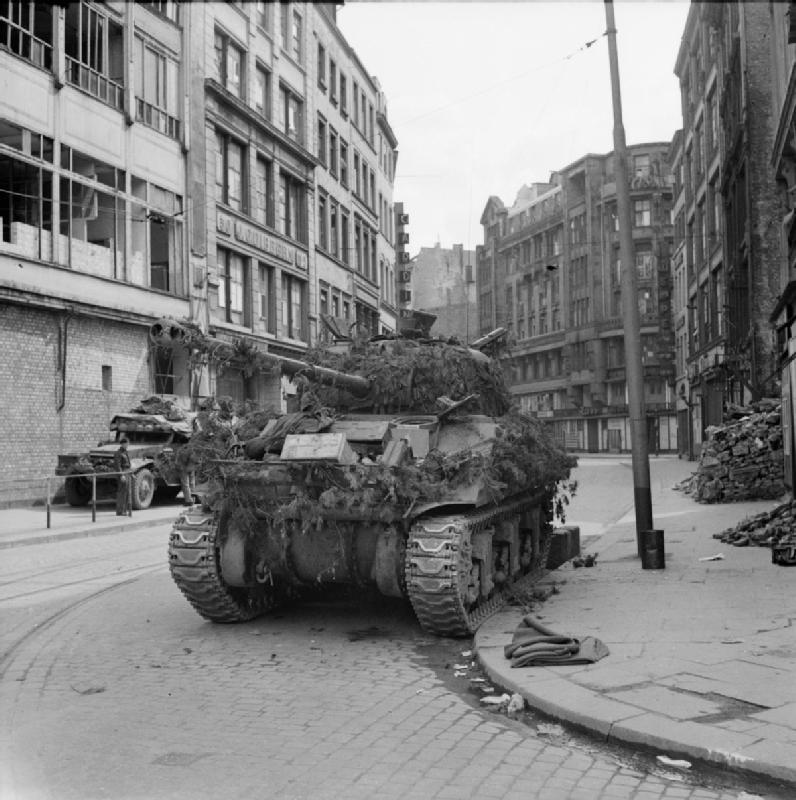
Un corazzato Sherman britannico ad Amburgo il 4 maggio

Mentre francesi e americani si dirigevano verso le Alpi, il 21º Gruppo d'Armate britannico si diresse verso nord-est. Il fianco destro della 2ª Armata raggiunse l'Elba a sud-est di Amburgo il 19 aprile. Il resto dell'armata invece combatté una settimana per catturare Brema, che cadde il 26 aprile. Tre giorni dopo, i britannici attraversarono l'Elba, supportati il giorno seguente dal XVIII Corpo aviotrasportato, dispiegato nuovamente in prima linea. La testa di ponte si espanse velocemente e, il 2 maggio, Lubecca e Wismar, rispettivamente a 65 e 80 km di distanza, erano in mani alleate, con i tedeschi nello Jutland tagliati fuori dal resto della Germania, come previsto.
Sul fianco sinistro del 21º Gruppo, il 16 aprile un corpo della 1ª Armata canadese raggiunse il Mare del Nord vicino al confine tra Germania e Paesi Bassi, mentre un altro corpo penetrava nell'Olanda centrale intrappolando le forze tedesche rimaste nel paese. Preoccupato che i tedeschi potessero allagare il paese e causare una carestia tra la popolazione già molto provata dal conflitto, Eisenhower concordò con i comandanti tedeschi nei Paesi Bassi il permesso di lanciare rifornimenti aerei ai civili in cambio di un cessate il fuoco. Il 29 aprile ebbe così inizio l'Operazione Manna, seguita dall'Operazione Chowhound, che furono il preludio di ciò che sarebbe divenuto in seguito la colossale operazione di aiuti economici all'Europa in rovina, il piano Marshall.
Il 6 maggio, la 1ª Divisione corazzata polacca catturò la base navale della Kriegsmarine a Wilhelmshaven, dove il generale Maczek accettò la resa della base, della fortezza, della Flotta della Frisia orientale e di oltre dieci divisioni di fanteria.

### La resa della Germania

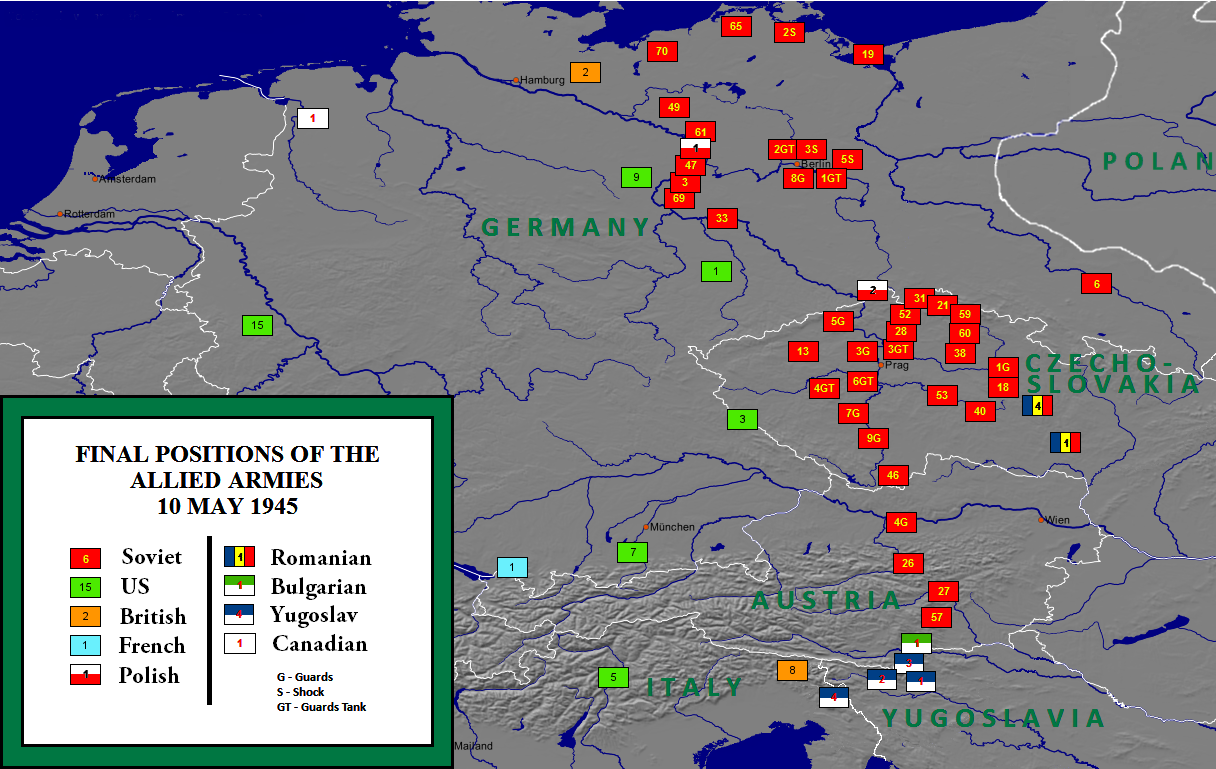
Le posizioni delle forze Alleate nel maggio 1945

Alla fine di aprile, dei territori ancora sotto il controllo tedesco quasi nessuno era parte della Germania. Con le vie di fuga verso sud e nord bloccate dagli Alleati e con Berlino circondata dai sovietici, Adolf Hitler si tolse la vita il 30 aprile lasciando al suo successore, l'ammiraglio Karl Dönitz, l'onere della resa. Dopo aver tentato di accordarsi con i soli Alleati occidentali e aver ricevuto un secco rifiuto da Eisenhower, il 7 maggio Dönitz diede al suo rappresentante, Alfred Jodl, il permesso di firmare una resa incondizionata su tutti i fronti. I documenti furono siglati il giorno stesso e divennero effettivi l'8 maggio 1945. Ad esclusione di qualche sporadica resistenza, la guerra in Europa era finita.

## L'analisi

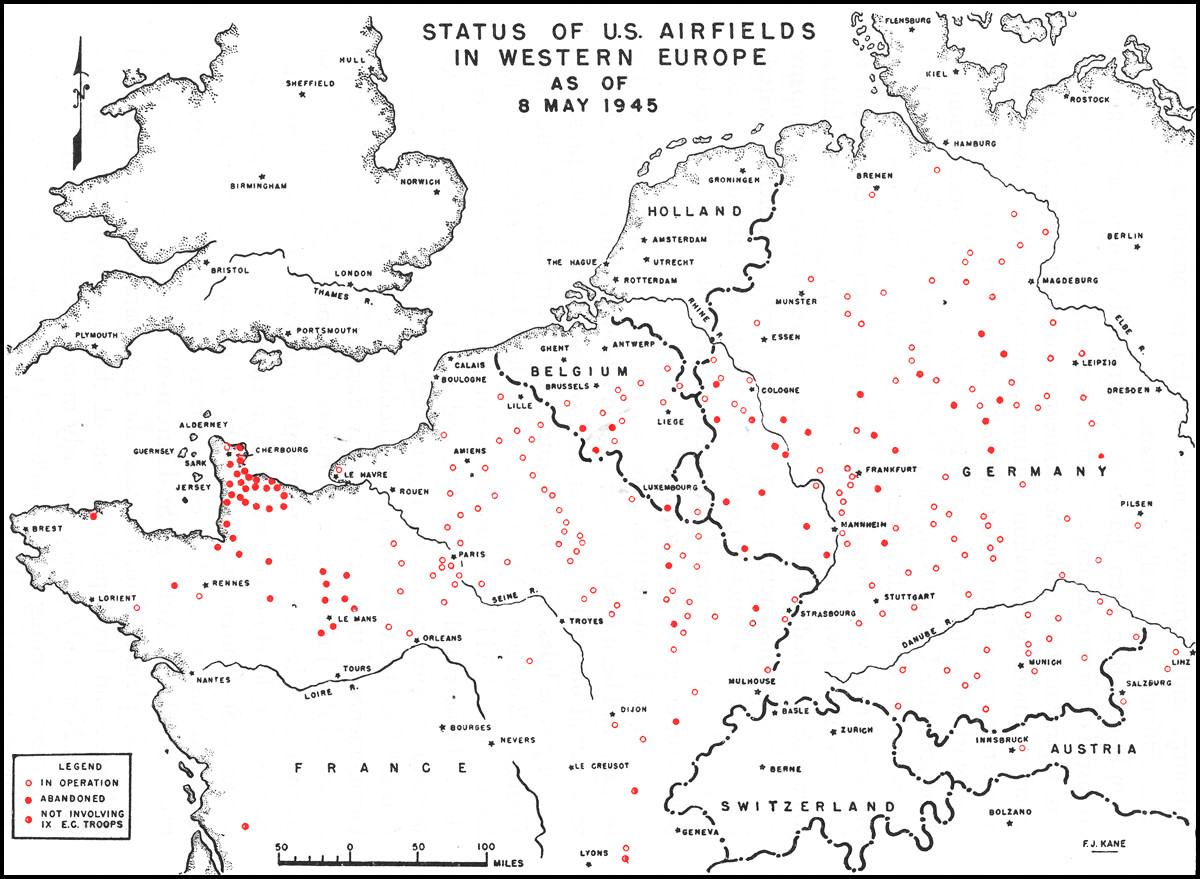
Campi d'aviazione statunitensi in Europa all'8 maggio 1945

All'inizio della campagna, la vittoria alleata nel continente era già considerata inevitabile. L'offensiva tedesca nelle Ardenne aveva poi minato ogni possibilità tedesca di difendere la Germania, la quale non aveva più forze sufficienti per resistere. Tuttavia, gli Alleati dovettero comunque guadagnarsi la vittoria, poiché Hitler aveva ordinato di non arrendersi, nonostante i suoi subordinati avessero provato a fargli comprendere la tragica situazione in cui si trovava la nazione. Solamente quando i colpi dell'artiglieria sovietica cominciarono a cadere su Berlino, il dittatore si rese conto che la fine era giunta.
L'attraversamento del Reno, l'accerchiamento della Ruhr e la corsa verso la linea Elba-Mulde e verso le Alpi misero fine alle campagne sul fronte occidentale, traguardo raggiunto grazie all'enorme superiorità degli Alleati in uomini, mezzi e tattiche. Con l'esperienza ottenuta nella battaglia di Normandia e nella campagna della Linea Sigfrido, gli Alleati mostrarono nell'Europa centrale di aver compreso i propri errori. Inserirono quindi unità di fanteria meccanizzata nelle divisioni corazzate creando un ibrido di forza e mobilità utile nell'avanzata in Germania. La chiave del loro successo fu il supporto logistico che tenne le truppe ben rifornite mantenendo così l'inerzia dell'avanzata. Le unità mobili avanzarono isolando le truppe tedesche, incalzate poi dalla fanteria che seguiva a breve distanza. In questo modo, gli Alleati consumarono rapidamente la restante opposizione tedesca.
Dal canto loro, i soldati tedeschi spesso affermarono di essere rimasti impressionati non tanto dai corazzati o dalla fanteria alleata, bensì dall'artiglieria, di cui ne rimarcavano l'accuratezza e la velocità di acquisizione del bersaglio, oltre all'enorme quantità di proiettili a disposizione.
Col senno di poi, poche decisioni della campagna sono criticabili. Ad esempio, a nord, il lancio aviotrasportato dell'operazione Plunder, voluto da Montgomery in supporto all'attraversamento del 12º Gruppo d'Armate, forse non sarebbe stato necessario. Un altro esempio, può essere la decisione del generale Patton di far attraversare alla 3ª Armata statunitense sia il Reno che il Meno causando perdite ulteriori. Tuttavia se Patton avesse deciso di attraversare esclusivamente il Reno, a nord di Magonza, le perdite ci sarebbero state comunque, seppur minori, e la vittoria alleata sarebbe stata posticipata di non più di un mese.